# Sukamiskin
Sukamiskin is een wijk (officieel 'kelurahan') in het oosten van de stad Bandung in de provincie West-Java, Indonesië. Het telt 19.941 inwoners (volkstelling 2010). Sukamiskin is bekend vanwege de gevangenis die er gelegen is, 'LP Sukamiskin', waar vooral veel gevangenen zitten die veroordeeld zijn voor corruptie.